# Laura Bretan
Laura Bretan (Chicago, Illinois, 7 de abril de 2002) es una soprano rumana-estadounidense.
Resultó ganadora de la sexta temporada de la serie Romania's Got Talent, y quedó sexta en la undécima temporada de America's Got Talent, ambas en 2016.

## Origen
Nació en Chicago, Illinois. Sus padres, Rahela y Petru Bretan, son originarios de Rumania. En 1991 su madre emigró a Estados Unidos y su padre abandonó Rumania en 1994. Se conocieron recién en 1997 y en 2001 se casaron en la Iglesia rumana de Filadelfia en Chicago. Tiene dos hermanos: Esther (tres años menor que ella) y Peter (dos años menor). La familia es seguidora de la religión pentecostal.

## Primeros años como cantante
Comenzó cantando en la Iglesia Pentecostal Rumana de Chicago desde los cuatro años, guiada por su madre, Rahela. En 2014, a los 12 años, empezó a escuchar música clásica y a aprender algunas árias.
Ganó luego varios concursos, como Super Top Dog (para niños menores de 14 años) y Stars of Tomorrow. En 2014 Interpretó el Himno Nacional de los White Sox y los Chicago Bulls, algo que ha repetido en varias ocasiones y en el resto de Estados Unidos. 

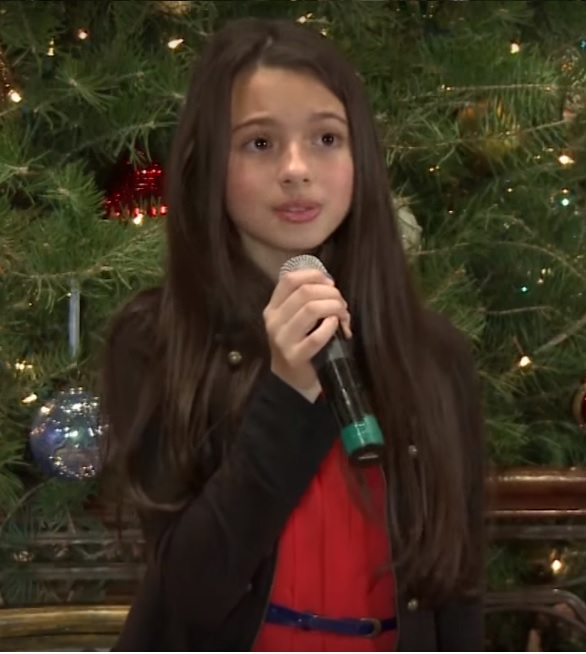
En Credo TV, diciembre de 2015

El abuelo, que falleció en 2015 y era su mayor fan, la convenció para competir en Romania's Got Talent, en el cual se presentó en 2016 e impresionó tanto al jurado que obtuvo un Super Golden Buzzer de los presentadores del programa, enviándola así directamente a donde se coronó campeona.
Inmediatamente se presentó, en julio de 2016, a la undécima temporada de America's Got Talent. En su primera presentación cantó "Nessun dorma " de la ópera Turandot de Giacomo Puccini, siendo ovacionada de pie por los jurados: Simon Cowell, Heidi Klum, Mel B y Howie Mandel, siendo Mel B quien presionara el “timbre dorado”, enviando así a Bretan en forma directa a los cuartos de final. Impresionado por lo bueno de su canto, siendo tan joven, Simon Cowell manifestó: 

¡Nunca había escuchado algo como esto en todos los años que llevo haciendo este programa! Esta es la razón por la que hicimos este espectáculo. ¡Encontrar gente como tu!.

 En las semifinales perdió el voto de “Dunkin Save” pero ganó el de los jueces, llegando entonces a la final donde obtuvo el sexto lugar de la general.
En diciembre de 2018, fue anunciada como uno de los semifinalistas de la edición 2019 de la selección nacional de Rumanía para el Festival de la Canción de Eurovisión 2019 en Tel Aviv, Israel. Interpretó su canción "Dear Father", ganando en el televoto pero terminando 3° para el jurado, siendo la subcampeona en los resultados generales.
Ya con 18 años, ha lanzado varios sencillos y a fin del 2020 el álbum World I See. «En este álbum, he colaborado con muchos artistas de todo el mundo y estoy muy agradecida por todas las cosas que he aprendido en el camino no solo comparto un lado nuevo de mi voz / música, sino un poco de lo que mi corazón me dice que comparta con todos ustedes». El álbum incluye las canciones "Dear Father", "Adagio", "Believe" y "Miracoli".

## Premios
- "La Voz de un Ángel" por la Fundación Safe Haven.[6]
- "Premio a la Excelencia" en Roma , la organización Pro Patria , 2016.[6]
- Premio Internacional "Giuseppe Sciacca" en el Vaticano en 2018.
- "¡Apoyamos la excelencia!" de la organización del Occidente Rumano en España.
- Ciudadano honorario de la comuna de Vama de Satu Mare, 2019.